# Diseño en Brasil

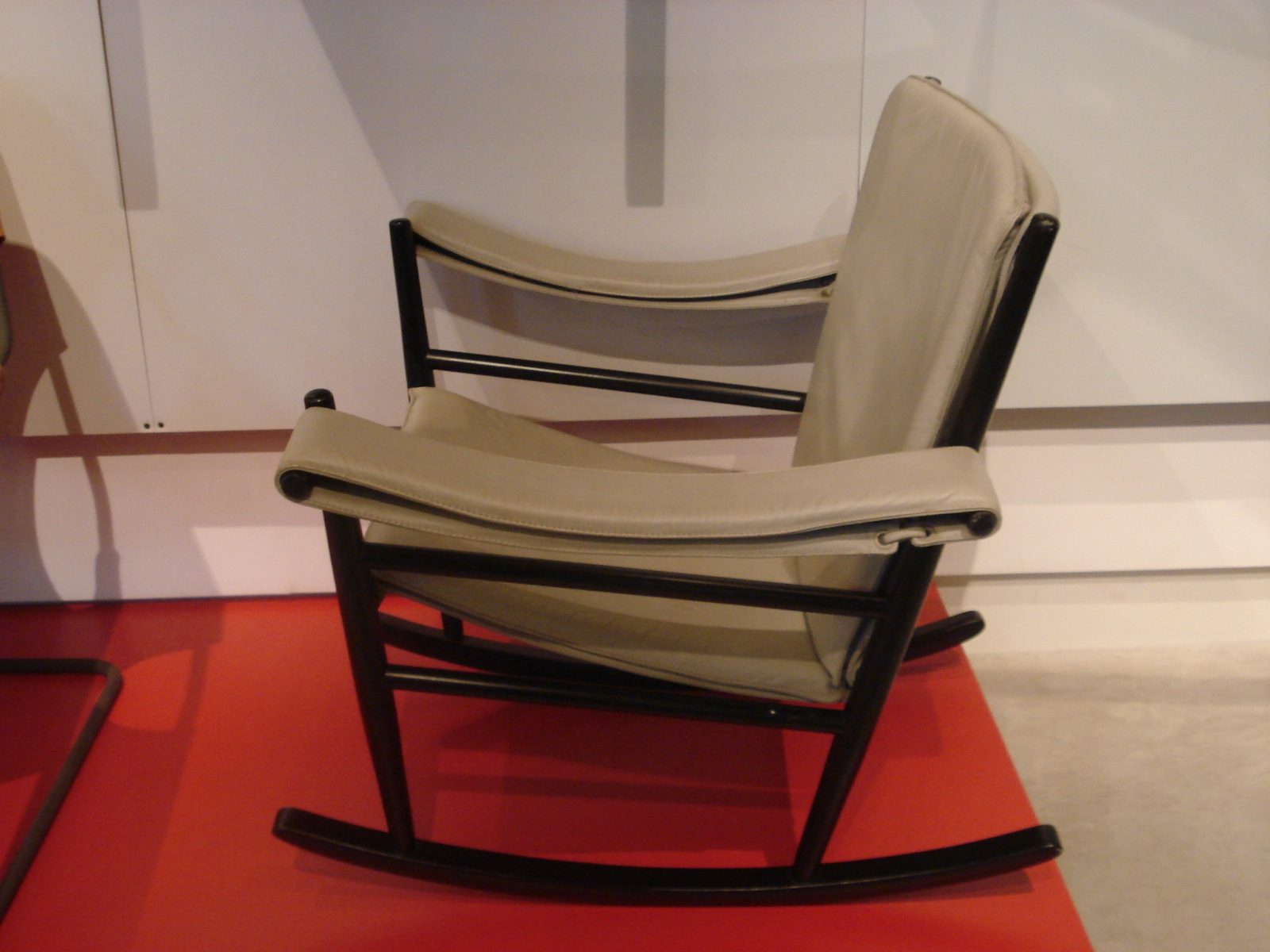
Silla mecedora, diseñada por Joaquim Tenreiro, 1947. Colección del Museo de la Casa Brasileña.

El diseño brasileño, como práctica empírica, nació junto a la cultura nacional. Signos de actividades ligadas al diseño ya aparecieron nítidamente en el siglo XIX, aunque sin una estructura de enseñanza regular e incluso sin su reconocimiento como actividad distinta de la arquitectura, del arte y de la industria de objetos utilitarios.
Guilherme Cunha Lima considera que Eliseu Visconti, precursor del moderno diseño brasileño, fue también pionero en la educación de esta actividad en Brasil. Invitado en 1934 por Flexa Ribeiro, en la época director de la Escuela Politécnica de la Universidad de Río de Janeiro, Visconti organiza e imparte un curso de extensión universitaria en arte decorativo y arte aplicado a las industrias, adoptando en sus enseñanzas la orientación de Eugène Grasset, una de las más destacadas figuras del modernismo en Francia.
Pero el área solo comenzó a ser tratada como especialidad artística diferenciada a partir de la creación del primer estudio de diseño del país, el FormInform, por Alexandre Wollner, Geraldo de Barros, Rubem Martins y Walter Macedo, tras la vuelta de Wollner de Europa en 1958. Su actividad llevó después a la fundación de la primera escuela superior de diseño, la Escuela Superior de Diseño Industrial (ESDI) en Río de Janeiro, en 1963, siendo el marco inicial de la profesionalización del diseño de Brasil.
La primera asociación sindical apareció en 1987 en Río Grande del Sur, la Asociación de Profesionales de Diseño de Río Grande del Sur (APDesign).
Esta fue seguida por la Asociación de Diseñadores Gráficos (ADG, 1989), la Asociación de Diseñadores de Producto (ADP) y la Asociación Brasileña de Empresas de Diseño (ABEDesign), ambas de 2003. En 2009 fue creada ProDesign.pr - Asociación para el Diseño de Paraná.     
En términos culturales, Brasil cuenta con un museo dedicado a la preservación de la memoria del diseño brasileño, el Museo de la Casa Brasileña, que mantiene el premio más importante del sector en el ámbito nacional, el Premio Diseño del Museo de la Casa Brasileña.